# Esteban de Almeyda
Esteban de Almeyda, (? - 1563) fue un eclesiástico portugués, sucesivamente obispo de Astorga

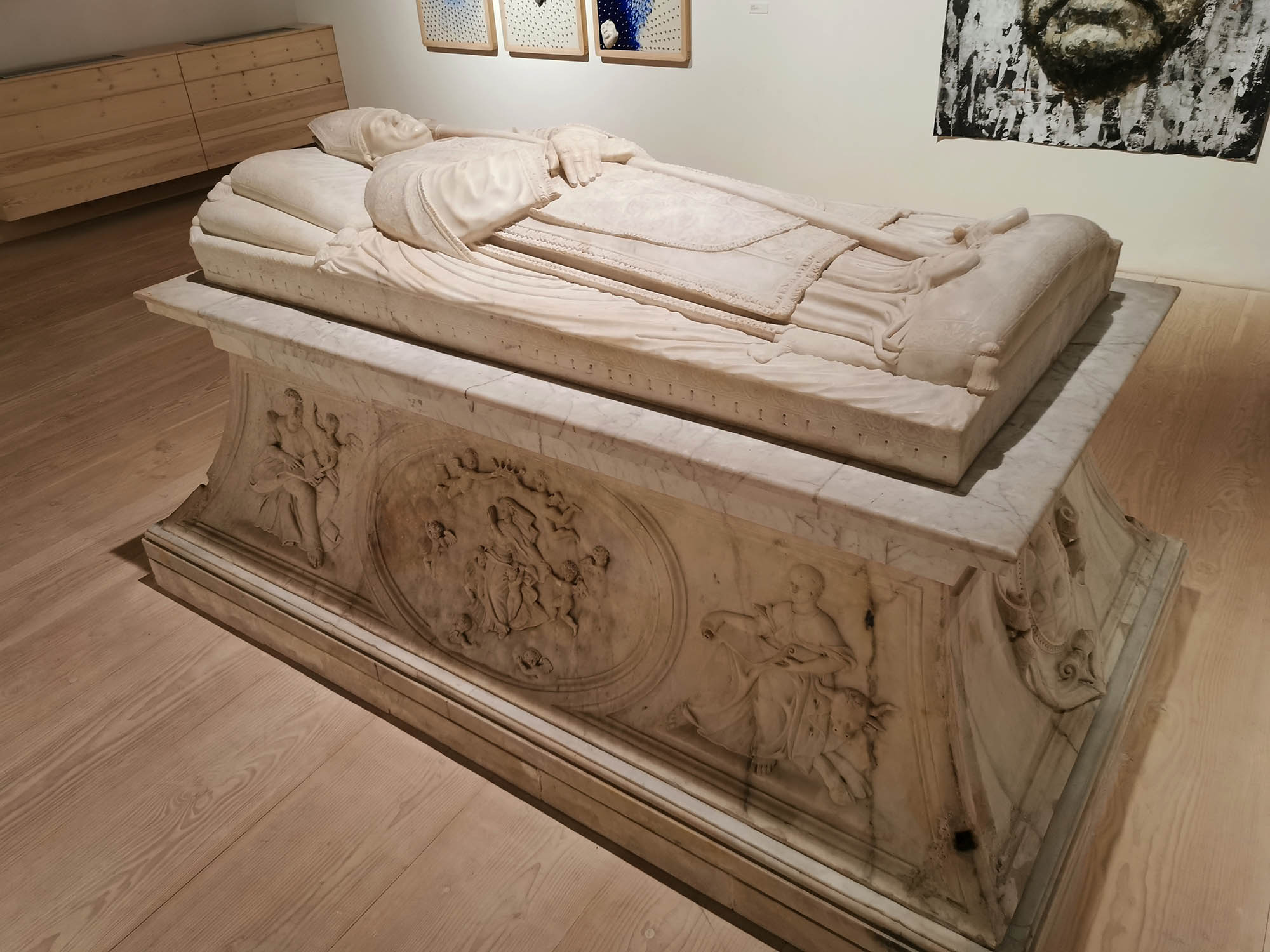
Sepulcro renacentista de Esteban de Almeyda en la iglesia de San Esteban de Murcia.

,
de León

y de Cartagena.
| Predecesor: Álvaro Osorio de Moscoso      | Obispo de Astorga 1539 – 1542   | Sucesor: Alfonso Osorio        |
| Predecesor: Sebastián Ramírez de Fuenleal | Obispo de León 1542 – 1546      | Sucesor: Juan Fernández Temiño |
| Predecesor: Juan Martínez Siliceo         | Obispo de Cartagena 1546 – 1563 | Sucesor: Gonzalo Arias Gallego |